# 马丁·斯特拉卡
马丁·斯特拉卡（捷克語：Martin Straka，1972年9月3日—），捷克男子冰球运动员。他曾代表捷克国家队参加1998年和2006年冬季奥林匹克运动会冰球比赛，获得一枚金牌和一枚铜牌。